# Jochen Ulrich
Jochen Ulrich (* 3. August 1944 in Osterode am Harz; † 10. November 2012 in Linz) war ein deutscher Choreograf und Tänzer.

## Leben
Nach seinem Studium von 1964 bis 1967 am Kölner Institut für Bühnentanz debütierte Ulrich 1967 als Tänzer an der Kölner Oper. Bereits im Jahr 1970 fand er mit seinen choreografischen Arbeiten überregionale Beachtung. 1971 war er gemeinsam mit Helmut Baumann, Jürg Burth und Gray Veredon Mitbegründer des Kölner Tanz-Forums und leitete dieses ab 1979. Dort förderte er eine Reihe junger talentierter Tänzer aus ganz Europa, darunter den späteren Choreographen Richard Wherlock.
1970 gewann er den Berliner Kritikerpreis.
Ab 2000 war Ulrich Direktor des Balletts am Tiroler Landestheater in Innsbruck. Dort kreierte er das Ballett Caravaggio, welches Leben und Werk des italienischen Malers beschrieb. Intendant Rainer Mennicken holte ihn 2006 nach Linz, wo er u. a. mit Dennis Russell Davies und dem Bruckner Orchester Linz große Erfolge errang.
Sein Stil zeichnete sich in athletisch-technischen Erweiterungen der tänzerischen Impulse aus.
Im November 2012 verstarb er nach langer, schwerer Krankheit in Linz. Seine Grabstätte befindet sich auf dem Kölner Südfriedhof.